# Madonna zjawiająca się św. Bernardowi
Madonna zjawiająca się św. Bernardowi (lub Wizja św. Bernarda) – obraz namalowany ok. 1485 przez włoskiego artystę renesansowego Filippina Lippiego. Dzieło obecnie znajduje się w kościele Badìa Fiorentina we Florencji. Dominują w nim wpływy malarstwa flamandzkiego, szczególnie Hugona van der Goesa.